# Volksbank Halle (Saale)
Die Volksbank Halle (Saale) eG ist eine deutsche Genossenschaftsbank mit Sitz in Halle (Sachsen-Anhalt).

## Geschichte
Ab Mitte der 1990er Jahre war Manfred Kübler Vorstandsvorsitzender der Bank.
2013 erwirtschaftete die Volksbank einen Gewinn von 1,4 Mio. Euro bei einer Bilanzsumme von 540 Mio. Euro.
Anfang Juni 2015 wurde Manfred Kübler vom Aufsichtsrat beurlaubt. Am 2. Juli 2015 wurden die Zentrale der Volksbank sowie Privathäuser Küblers durchsucht und die Staatsanwaltschaft leitete Ermittlungen wegen des Verdachts der Untreue ein.

## Rechtsgrundlagen
Rechtsgrundlagen der Bank sind ihre Satzung  und das Genossenschaftsgesetz. Die Organe der Genossenschaftsbank sind der Vorstand, der Aufsichtsrat und die Vertreterversammlung. Die Volksbank Halle (Saale) eG ist der amtlich anerkannten BVR Institutssicherung GmbH und der zusätzlichen freiwilligen Sicherungseinrichtung des Bundesverbandes der Deutschen Volksbanken und Raiffeisenbanken e.V. angeschlossen.

## Fusionen
Im Jahre 2016 hat die Bank mit der Volks- und Raiffeisenbank Zeitz eG fusioniert. Letztere wird als Volksbank Zeitz, Zweigniederlassung der Volksbank Halle (Saale) eG, fortgeführt. Im Jahre 2020 fusionierte die Bank mit der Volks- und Raiffeisenbank Eisleben. Letztere wird als Volksbank Eisleben, Zweigniederlassung der Volksbank Halle (Saale) eG, fortgeführt.